# 霍尔格·法赫
霍尔格·法赫（德語：Holger Fach，1962年9月6日—），德国男子足球运动员，场上位置是中场。他曾代表西德参加1988年夏季奥林匹克运动会足球比赛，获得一枚铜牌。